# Álgebra de Poisson
En matemáticas, un álgebra de Poisson es un álgebra asociativa junto con un corchete de Lie que además satisface la regla de Leibniz, esto es, que el corchete es también una derivación. Las álgebras de Poisson aparecen de forma natural en la mecánica hamiltoniana, y son también de gran importancia en el estudio de los grupos cuánticos. Las variedades con una estructura de álgebra de Poisson se conocen como variedades de Poisson, de entre las cuales las variedades simplécticas y los grupos de Poisson-Lie son casos particulares. Estas álgebras llevan su nombre en honor de Siméon Denis Poisson.

## Definición
Un álgebra de Poisson es un espacio vectorial sobre un cuerpo {\displaystyle K} dotada de dos productos bilineales, {\displaystyle \cdot } y {\displaystyle \{\,,\,\}}, que tienen las siguientes propiedades:
- El producto ⋅ forma una {\displaystyle K}-álgebra asociativa.
- El producto {\displaystyle \{\,,\,\}}, denominado corchete de Poisson, forma un álgebra de Lie, y por tanto es antisimétrico y obedece la identidad de Jacobi.
- El corchete de Poisson actúa como una derivación del producto asociativo ⋅, de forma que para todos tres elementos {\displaystyle x,y,z} en el álgebra, se tiene que {\displaystyle \{x,y\cdot z\}=\{x,y\}\cdot z+y\cdot \{x,z\}}.

La última propiedad permite a menudo múltiples formulaciones para el álgebra, como se observa en los ejemplos a continuación.

## Ejemplos
Las álgebras de Poisson ocurren a menudo en distintos casos.

### Variedades simplécticas
El espacio de funciones continuamente diferenciables reales en una variedad simpléctica forma un álgebra de Poisson. En una variedad simpléctica, toda función real {\displaystyle H} sobre la variedad induce un campo vectorial {\displaystyle X_{H}}, el campo vectorial hamiltoniano. Así, dadas dos funciones continuamente diferenciables {\displaystyle F} y {\displaystyle G} sobre la variedad simpléctica, el corchete de Poisson se puede definir como
{\displaystyle \{F,G\}=dG(X_{F})=X_{F}(G)\,}.
Esta definición es consistente en parte porque el corchete de Poisson actúa como una derivación. De forma equivalente, se puede definir el corchete {\displaystyle \{\,,\,\}} como
{\displaystyle X_{\{F,G\}}=[X_{F},X_{G}]\,}
donde {\displaystyle [\,,\,]} es la derivada de Lie. Cuando la variedad simpléctica es {\displaystyle \mathbb {R} ^{2n}} con la estructura simpléctica estándar, el corchete de Poisson toma la forma conocida
{\displaystyle \{F,G\}=\sum _{i=1}^{n}{\frac {\partial F}{\partial q_{i}}}{\frac {\partial G}{\partial p_{i}}}-{\frac {\partial F}{\partial p_{i}}}{\frac {\partial G}{\partial q_{i}}}.}
Algo similar aplica a las variedades de Poisson, que generalizan las variedades simplécticas permitiendo que el bivector simpléctico se anule en algún punto (o trivialmente en todos) de la variedad.

### Álgebras de Lie
El álgebra tensorial de un álgebra de Lie tiene estructura de álgebra de Poisson. Se puede construir explícitamente por el siguiente método.
En primer lugar se construye el álgebra tensorial del espacio vectorial subyacente del álgebra de Lie. El álgebra tensorial es simplemente la unión disjunta (suma directa {\displaystyle \oplus }) de todos los productos tensoriales del espacio vectorial. Se puede probar que el corchete de Lie se puede levantar de forma consistente a toda el álgebra tensorial: obedece tanto la regla de Leibniz como la identidad de Jacobi, y por tanto es un corchete de Poisson al levantarse. El par de productos {\displaystyle \{\,,\,\}} y {\displaystyle \otimes } forman por tanto un álgebra de Poisson. El producto {\displaystyle \otimes } no es ni conmutativo ni anticonmutativo, simplemente asociativo.  
Así, queda demostrado que el álgebra tensorial de cualquier álgebra de Lie es un álgebra de Poisson. El álgebra envolvente universal se puede obtener a través de la estructura de álgebra de Poisson.

### Álgebras asociativas
Si {\displaystyle A} es un álgebra asociativa, imponiendo el conmutador {\displaystyle [x,y]=xy-yx} se convierte en un álgebra de Poisson (y por tanto un álgebra de Lie) {\displaystyle A_{L}}. El álgebra resultante {\displaystyle A_{L}} no debe confundirse con la construcción de álgebra tensorial descrita en la sección anterior. Se puede también aplicar dicha construcción, pero esta arrojará un álgebra de Poisson diferente, que será mucho mayor.